# 1937-es sakkolimpia
A 7. sakkolimpiát 1937. július 31. és augusztus 14. között Svédországban, Stockholmban, a Grand Royal Hotelben rendezték meg. A rendezvénnyel egyidőben zajlott egy nemhivatalos női sakkolimpia, valamint a női egyéni világbajnokság körmérkőzéses versenye is, amit ismét Vera Menchik nyert meg.

## A résztvevők
A versenyre 19 ország csapata nevezett, 94 versenyzővel. Ezúttal nem vett részt Franciaország, mivel Aljechin nem vállalta a játékot, a közelgő világbajnoki párosmérkőzésére tekintettel. Hiányzott még az előző, müncheni nemhivatalos sakkolimpia bronzérmese, a német válogatott is.
Visszatérve a korábbi sakkolimpiák rendezési formájához, a csapatokban egyidejűleg 4 fő játszott, és 2 tartalékot is nevezhettek. A játékosok között erősorrendet kellett megadni, és a 6 játékosból bárkik játszottak, azok szigorúan az előre megadott erősorrendben ülhettek csak le a táblákhoz.

## A verseny lefolyása
A versenyt a csapatok között körmérkőzéses formában rendezték. A csapat eredményét az egyes versenyzők által megszerzett pontok alapján számolták. Holtverseny esetén vették csak figyelembe a csapateredményeket, ahol a csapatgyőzelem 2 pontot, a döntetlen 1 pontot ért. A játszmákban fejenként 2,5 óra állt rendelkezésre az első 50 lépés megtételéhez, majd 20 lépésenként további 1 óra.
A versenyen az előző, nemhivatalos sakkolimpián aranyérmet szerzett magyar válogatott volt a favorit, az éltáblákon két fiatal játékossal, Lilienthal Andorral és Szabó Lászlóval. Őket három tapasztalt, több olimpiát megjárt versenyző egészítette ki: Steiner Endre, Havasi Kornél és Vajda Árpád. A másik favorit az Amerikai Egyesült Államok csapata volt, amely az 1935-ös olimpia bajnoka volt, és tovább erősödött a lengyel származású Samuel Reshevskyvel. A magyar csapat veretlenül fejezte be a versenyt, de ez most csak a 2. helyre volt elég.

## A verseny végeredménye
| H. | Ország                    | 1  | 2  | 3  | 4  | 5  | 6  | 7  | 8  | 9  | 10 | 11 | 12 | 13 | 14 | 15 | 16 | 17 | 18 | 19 | BP  | MP | +  | = | -  |
| -- | ------------------------- | -- | -- | -- | -- | -- | -- | -- | -- | -- | -- | -- | -- | -- | -- | -- | -- | -- | -- | -- | --- | -- | -- | - | -- |
| 1  | Amerikai Egyesült Államok | ●  | 2  | 3½ | 2½ | 3  | 2  | 2½ | 3½ | 3  | 2½ | 2  | 3½ | 3½ | 3  | 4  | 4  | 3½ | 3  | 3½ | 54½ | 33 | 15 | 3 | 0  |
| 2  | Magyarország              | 2  | ●  | 2  | 2  | 2  | 2½ | 3  | 2  | 3  | 2  | 3  | 3  | 3  | 2  | 2½ | 3  | 3½ | 4  | 4  | 48½ | 29 | 11 | 7 | 0  |
| 3  | Lengyelország             | ½  | 2  | ●  | 2½ | 2  | 2½ | 2½ | 2½ | 2½ | 3½ | 1½ | 2½ | 2½ | 3  | 3½ | 4  | 2½ | 3  | 4  | 47  | 30 | 14 | 2 | 2  |
| 4  | Argentína                 | 1½ | 2  | 1½ | ●  | 2  | 1  | 2  | 3  | 2½ | 3  | 2  | 3  | 2½ | 4  | 3  | 4  | 2½ | 3½ | 4  | 47  | 26 | 11 | 4 | 3  |
| 5  | Csehszlovákia             | 1  | 2  | 2  | 2  | ●  | 2  | 2½ | 3½ | 1½ | 3  | 2  | 3  | 2½ | 3  | 2½ | 3½ | 3½ | 3  | 2½ | 45  | 27 | 11 | 5 | 2  |
| 6  | Hollandia                 | 2  | 1½ | 1½ | 3  | 2  | ●  | 2½ | 3  | 2½ | 2  | 3  | 2  | 2½ | 3  | 2  | 2½ | 3  | 2½ | 3½ | 44  | 27 | 11 | 5 | 2  |
| 7  | Észtország                | 1½ | 1  | 1½ | 2  | 1½ | 1½ | ●  | 1½ | 3  | 2  | 2½ | ½  | 3  | 3  | 3  | 3½ | 3  | 3½ | 4  | 41½ | 20 | 9  | 2 | 7  |
| 8  | Litvánia                  | ½  | 2  | 1½ | 1  | ½  | 1  | 2½ | ●  | 2½ | 2  | 3½ | 2  | 2  | 4  | 3  | 1½ | 4  | 4  | 4  | 41½ | 20 | 8  | 4 | 6  |
| 9  | Jugoszlávia               | 1  | 1  | 1½ | 1½ | 2½ | 1½ | 1  | 1½ | ●  | 2  | 3  | 2  | 2½ | 3  | 3½ | 2  | 3  | 3½ | 4  | 40  | 19 | 8  | 3 | 7  |
| 10 | Svédország                | 1½ | 2  | ½  | 1  | 1  | 2  | 2  | 2  | 2  | ●  | 3  | 2  | 2½ | 3  | 3  | 2½ | 3½ | 3  | 2  | 38½ | 21 | 7  | 7 | 4  |
| 11 | Lettország                | 2  | 1  | 2½ | 2  | 2  | 1  | 1½ | ½  | 1  | 1  | ●  | 3  | 3  | 2  | 3  | 2½ | 2½ | 3  | 4  | 37½ | 20 | 8  | 4 | 6  |
| 12 | Finnország                | ½  | 1  | 1½ | 1  | 1  | 2  | 3½ | 2  | 2  | 2  | 1  | ●  | 1  | 3  | 2½ | 2½ | 2  | 3  | 2½ | 34  | 17 | 6  | 5 | 7  |
| 13 | Anglia                    | ½  | 1  | 1½ | 1½ | 1½ | 1½ | 1  | 2  | 1½ | 1½ | 1  | 3  | ●  | 3  | 2  | 3½ | 3  | 3  | 2  | 34  | 13 | 5  | 3 | 10 |
| 14 | Olaszország               | 1  | 2  | 1  | 0  | 1  | 1  | 1  | 0  | 1  | 1  | 2  | 1  | 1  | ●  | 1½ | 3  | 2  | 3  | 4  | 26½ | 9  | 3  | 3 | 12 |
| 15 | Dánia                     | 0  | 1½ | ½  | 1  | 1½ | 2  | 1  | 1  | ½  | 1  | 1  | 1½ | 2  | 2½ | ●  | 2  | 2½ | 1½ | 2½ | 25½ | 9  | 3  | 3 | 12 |
| 16 | Izland                    | 0  | 1  | 0  | 0  | ½  | 1½ | ½  | 2½ | 2  | 1½ | 1½ | 1½ | ½  | 1  | 2  | ●  | 3½ | 1½ | 2  | 23  | 7  | 2  | 3 | 13 |
| 17 | Belgium                   | ½  | ½  | 1½ | 1½ | ½  | 1  | 1  | 0  | 1  | ½  | 1½ | 2  | 1  | 2  | 1½ | ½  | ●  | 2½ | 3½ | 22½ | 6  | 2  | 2 | 14 |
| 18 | Norvégia                  | 1  | 0  | 1  | ½  | 1  | 1½ | ½  | 0  | ½  | 1  | 1  | 1  | 1  | 1  | 2½ | 2½ | 1½ | ●  | 2  | 19½ | 5  | 2  | 1 | 15 |
| 19 | Skócia                    | ½  | 0  | 0  | 0  | 1½ | ½  | 0  | 0  | 0  | 2  | 0  | 1½ | 2  | 0  | 1½ | 2  | ½  | 2  | ●  | 14  | 4  | 0  | 4 | 14 |

### A magyar versenyzők eredményei
| Forduló                            | Ellenfél                           | Lilienthal Andor | Lilienthal Andor | Szabó László      | Szabó László | Steiner Endre | Steiner Endre | Havasi Kornél      | Havasi Kornél | Vajda Árpád    | Vajda Árpád | Pont |
| ---------------------------------- | ---------------------------------- | ---------------- | ---------------- | ----------------- | ------------ | ------------- | ------------- | ------------------ | ------------- | -------------- | ----------- | ---- |
| 1                                  | Norvégia                           | Herseth          | 1                | Kavlie-Jørgensen  | 1            | Gulbrandsen   | 1             | Salbu              | 1             |                |             | 4    |
| 2                                  | Jugoszlávia                        | Pirc             | ½                | Trifunović        | 1            | Vuković       | 1             | Kostić             | ½             |                |             | 3    |
| 4                                  | Argentína                          | Bolbochan        | 1                | Grau              | 0            | Guimard       | ½             | Pleci              | ½             |                |             | 2    |
| 5                                  | Amerikai Egyesült Államok          | Samuel Reshevsky | 0                | Fine              | ½            | Kashdan       | 1             | Horowitz           | ½             |                |             | 2    |
| 6                                  | Finnország                         | Gauffin          | 1                | Böök              | 1            | Solin         | 1             |                    |               | Ojanen         | 0           | 3    |
| 7                                  | Belgium                            | Dunkelblum       | ½                | O'Kelly de Galway | 1            | Baert         | 1             | Defosse            | 1             |                |             | 3½   |
| 8                                  | Csehszlovákia                      | Salo Flohr       | ½                | Foltys            | 1            | Zinner        | ½             | Zita               | 0             |                |             | 2    |
| 9                                  | Lengyelország                      | Tartakower       | ½                | Miguel Najdorf    | 1            | Frydmann      | ½             | Regedziński        | 0             |                |             | 2    |
| 10                                 | Dánia                              | Enevoldsen       | 1                | Sørensen          | 1            | Poulsen       | ½             | Petersen           | 0             |                |             | 2½   |
| 11                                 | Hollandia                          | Max Euwe         | 1                | Landau            | ½            | Prins         | 1             |                    |               | Van Scheltinga | 0           | 2½   |
| 12                                 | Lettország                         | Petrovs          | 1                | Apšenieks         | ½            | Mežgailis     | 1             |                    |               | Ozols          | ½           | 3    |
| 13                                 | Észtország                         | Paul Keres       | ½                | Schmidt           | ½            | Raud          | 1             | Friedemann         | 1             |                |             | 3    |
| 14                                 | Anglia                             | Thomas           | 1                | Alexander         | ½            | Golombek      | ½             | Wheatcroft         | 1             |                |             | 3    |
| 15                                 | Olaszország                        | Castaldi         | ½                | Riello            | ½            | Staldi        | 1             | Rosselli del Turco | 0             |                |             | 2    |
| 16                                 | Izland                             | Gilfer           | 1                | Guðmundsson       | 1            | Ásgeirsson    | 0             | Möller             | 1             |                |             | 3    |
| 17                                 | Skócia                             | Aitken           | 1                | Montgomerie       | 1            | Reid          | 1             | Pirie              | 1             |                |             | 4    |
| 18                                 | Litvánia                           | Mikénas          | 0                | Vaitonis          | ½            | Vistaneckis   | 1             | Luckis             | ½             |                |             | 2    |
| 19                                 | Svédország                         |                  |                  | Stáhlberg         | 0            | Lundin        | 1             | Danielsson         | ½             | Jonsson        | ½           | 2    |
| Szerzett pontszám (Játszmák száma) | Szerzett pontszám (Játszmák száma) | 12 (17)          | 12 (17)          | 12½ (18)          | 12½ (18)     | 14½ (18)      | 14½ (18)      | 8½ (15)            | 8½ (15)       | 1 (4)          | 1 (4)       |      |

### Az egyéni legjobb pontszerzők
Táblánként értékelték a legjobb százalékos eredményt elért játékosokat. A 2. és 3. táblán a magyar versenyzők – Szabó László, illetve Steiner Endre – a 2. legjobb eredményt elérve szereztek egyéni ezüstérmet.

#### Első tábla
|  | Versenyző  | Ország        | Pont | Játszma | Százalék |
|  | ---------- | ------------- | ---- | ------- | -------- |
|  | Salo Flohr | Csehszlovákia | 12,5 | 16      | 78,1     |
|  | Paul Keres | Észtország    | 11   | 15      | 73,3     |
|  | Max Euwe   | Hollandia     | 9,5  | 13      | 73,1     |

#### Második tábla
|  | Versenyző        | Ország                    | Pont | Játszma | Százalék |
|  | ---------------- | ------------------------- | ---- | ------- | -------- |
|  | Reuben Fine      | Amerikai Egyesült Államok | 11,5 | 15      | 76,7     |
|  | Szabó László     | Magyarország              | 12,5 | 18      | 69,4     |
|  | Petar Trifunović | Jugoszlávia               | 11   | 16      | 68,8     |

#### Harmadik tábla
|  | Versenyző       | Ország                    | Pont | Játszma | Százalék |
|  | --------------- | ------------------------- | ---- | ------- | -------- |
|  | Isaac Kashdan   | Amerikai Egyesült Államok | 14   | 16      | 87,5     |
|  | Steiner Endre   | Magyarország              | 14,5 | 18      | 80,6     |
|  | Paulino Frydman | Lengyelország             | 11,5 | 16      | 71,9     |

#### Negyedik tábla
|  | Versenyző        | Ország     | Pont | Játszma | Százalék |
|  | ---------------- | ---------- | ---- | ------- | -------- |
|  | Gösta Danielsson | Svédország | 14   | 18      | 77,8     |
|  | Carlos Guimard   | Argentína  | 11   | 16      | 68,8     |
|  | Markas Luckis    | Litvánia   | 11,5 | 17      | 67,6     |

#### Ötödik játékos (tartalék)
|  | Versenyző              | Ország                    | Pont | Játszma | Százalék |
|  | ---------------------- | ------------------------- | ---- | ------- | -------- |
|  | Israel Albert Horowitz | Amerikai Egyesült Államok | 13   | 15      | 86,7     |
|  | Teodor Regedziński     | Lengyelország             | 11   | 13      | 84,6     |
|  | Isaias Pleci           | Argentína                 | 14   | 17      | 82,4     |